# Wrath (US-amerikanische Band)
Wrath ist eine US-amerikanische Progressive- und Thrash-Metal-Band aus Chicago, Illinois, die im Jahr 1982 gegründet wurde.

## Geschichte
Die Band wurde im Jahr 1982 gegründet. Nach der Veröffentlichung von zwei Demos, folgte im Jahr 1986 das Debütalbum Fit of Anger, das sich vor allem durch Gary Golwitzers charakteristischen Gesang auszeichnete. 1987 schloss sich mit Nothing to Fear das nächste Album an, auf dem statt Schlagzeuger Mike Fron nun Rick Rios zu hören war. Produziert wurde das Album von Ronnie Montrose. Auf dem dritten Album Insane Society waren mit Sänger Kurt Grayson und Schlagzeuger Dave Sullman zwei neue Mitglieder zu hören. Golwitzer sollte danach der Band Stygian beitreten. Der weitere Verlauf der Band ist unbekannt und erst im Jahr 2008 meldete sich die Band mit einer selbstbetitelten EP zurück.

## Stil
Die Band spielt progressiven, technisch anspruchsvollen Thrash Metal, der früher als "Techno Thrash" bezeichnet wurde, sodass die Band mit Gruppen wie Watchtower, Mekong Delta, Coroner und Hexenhaus vergleichbar ist.

## Diskografie
- Children of the Wicked (Demo, 1985, Eigenveröffentlichung)
- Demo 85 (Demo, 1985, Eigenveröffentlichung)
- Fit of Anger (Album, 1986, King Klassic Records)
- Nothing to Fear (Album, 1987, Medusa Records)
- Insane Society (Album, 1990, Medusa Records)
- Demo 92 (Demo, 1992, Eigenveröffentlichung)
- Wrath E.P. (EP, 2008, Eigenveröffentlichung)